# Ořech
Ořech település Csehországban, Nyugat-prágai járásban. Ořech Choteč, Prága, Zbuzany és Kosoř településekkel határos. Lakosainak száma 979 fő (2024. január 1.).

## Népesség
A település lakosságának változását az alábbi diagram mutatja:
| Lakosok száma | 346  | 452  | 514  | 656  | 547  | 615  | 954  | 995  | 946  | 979  |
|               | 1869 | 1890 | 1921 | 1950 | 1980 | 2001 | 2017 | 2019 | 2022 | 2024 |